# Norberto Scoponi
Norberto Hugo Scoponi (Rosário, 13 de janeiro de 1961) é um ex-futebolista argentino que atuou como goleiro.

## Carreira
Teve sucesso vestindo a camisa do Newell's Old Boys, onde atuou entre 1982 e 1994, e com 380 partidas (407, contabilizando as outras competições), é o segundo atleta com maior número de jogos disputados. Jogou também na equipe mexicana do Cruz Azul. Encerrou sua carreira em 2000, aos 39 anos, no Independiente.

## Seleção
Pela Seleção Argentina, Scoponi jogou a Copa América de 1993 e a Copa de 1994, não entrando em campo em ambas (era o terceiro goleiro da equipe). Sua convocação para o Mundial dos EUA, aos 33 anos de idade, foi até surpreendente, pois Fabián Cancelarich (terceiro goleiro na Copa de 1990), Carlos Bossio, Hernán Cristante e Ángel Comizzo eram outros candidatos à vaga.

## Títulos

### Clube
Newell's Old Boys
- Primera División Argentina: 1987–88, 1990–91, Clausura 1992

### Internacional
Argentina
- Copa América: 1993